# Krstilnica v Albengu
krstilnica v Albengu je paleokrščanska verska struktura v kraju Albenga, pokrajini Savona, v regiji Ligurija v severni Italiji. Je primer poznoantične arhitekture 5. stoletja z mozaičnim okrasjem iz 5. stoletja in stoji ob  stolnici San Michele Arcangelo v Albengu.

## Opis
Napisi segajo v 5. stoletje v obdobje Flavia Kostancija. V tlorisu je dekagon z osmerokotnim bobnom. Stavba še vedno ohranja osmerokotni krstilnik in mozaike iz 6. stoletja z alegoričnimi simboli Kristusa, kot sta labarum (hi (χ) in ro (ρ)) ter Alfa in Omega. Na stenah so sledi fresk iz 15. stoletja. V notranjosti sta dve lombardski grobnici. Prvotni temelji so nižji od sedanjih. Streha je bila obnovljena in leta 1898 zamenjana z leseno konstrukcijo. Krstilnica je zdaj del mesta Museo Diocesano.
Niša s krščanskimi mozaiki poznega rimskega cesarstva prikazujejo Alfa-Omego v treh koncentričnih krogih, ki simbolizirajo sv. Trojico in obdani z 12 golobicami, ki simbolizirajo apostole, ki so širili nauke pod vodstvom svetega Duha. Končno dve ovci stojita na polju okoli križa. Latinski napis loka spominja na relikvije, ki so jih hranili v cerkvi.